# Clima tropical de sabana
El clima tropical de sabana o clima tropical húmedo-seco, es un subtipo de clima tropical caracterizado por poseer al menos dos estaciones bien definidas y  en equilibrio, una húmeda monzónica y una seca a lo largo del año. Si la estación húmeda es corta puede presentarse con lluvias torrenciales. Está clasificado como Aw o As,
en el sistema de Clasificación climática de Köppen es un clima de transición entre el tropical húmedo (Am) y el clima semiárido cálido (BSh). Es muy caluroso durante todo el año, aunque presenta mayor oscilación térmica que el tropical húmedo y en la costa puede ser relativamente cómodo en invierno debido a la brisa marina. También puede ser parecido al clima subtropical seco (semidesértico). 
Este clima abarca el 11,5 % de la superficie terrestre, siendo el clima tropical con mayor extensión. Para identificar las temporadas, se observa el promedio mensual de lluvia, pues si es mayor o menor a 60 mm indicará si dicho mes se define como húmedo o seco.

## Sinonimia
Este clima ha sido llamado de varias formas: clima de sabana, tropical húmedo y seco, subhúmedo, semihúmedo, tropical con estación seca, tropical seco, cálido subhúmedo, tropical pluviestacional, de verano cálido húmedo, etc. Köppen le denominó anteriormente como clima del baobab, en alusión a la distribución del árbol baobab. La nomenclatura geográfica francesa le llamó clima sudanés, en referencia a la sabana sudanesa en la región del Sudán. 

## Ubicación
Este clima se encuentra entre los 15° y los 25° de latitud, principalmente. Ocupan las regiones con masas de aire tropical continental, es decir, las células de las altas presiones. Las masas de aire impulsadas por los  vientos alisios provenientes de regiones áridas son estables, secas y con insolación muy fuerte una parte del año, mientras que los vientos del hemisferio opuesto traen las lluvias tropicales desde el ecuador el resto del año. El ciclo de temperaturas depende de la posición geográfica y la relativa del sol. La amplitud térmica diaria está contrastada; pero la anual no. Suelen darse fuertes vientos que dificultan la colonización vegetal. En la clasificación Köppen se denomina Aw si la estación seca corresponde al invierno y As si es al verano. Las zonas representativas son la sabana de África, de la India, de Indochina, del norte australiano y de gran parte de la América tropical..

## Subtipos

### Clima de sabana típico (Aw)
Es el clima tropical subhúmedo y monzónico, con invierno seco y verano lluvioso. Es el clima de sabana propiamente dicho, en donde la estación seca coincide con los meses más fríos del invierno y las lluvias con los más cálidos. Se da en la franja central de África, en Centroamérica, Cuba y México, y en parte del norte y centro de Sudamérica, incluyendo a Argentina, Bolivia, Brasil, Colombia y Paraguay. Por lo general, es un clima isotérmico, con una oscilación térmica anual entre 2 y 6 °C, aproximadamente. La temperatura media anual está mayormente entre los 20 y 28 °C, mientras que las lluvias anuales promedio dan unos 800 a 1800 mm. Debido a la sequedad invernal, presenta recurrencia del fuego, produciéndose incendios naturales o provocados. El predominio del ecosistema de sabana, en donde las hierbas predominan por sobre los árboles, se debe a que la temporada seca es lo suficientemente larga como para generar un estrés hídrico provocado por la sequía que restringe la formación de bosques.
| Parámetros climáticos promedio de Brasilia (Aw)                | Parámetros climáticos promedio de Brasilia (Aw) | Parámetros climáticos promedio de Brasilia (Aw) | Parámetros climáticos promedio de Brasilia (Aw) | Parámetros climáticos promedio de Brasilia (Aw) | Parámetros climáticos promedio de Brasilia (Aw) | Parámetros climáticos promedio de Brasilia (Aw) | Parámetros climáticos promedio de Brasilia (Aw) | Parámetros climáticos promedio de Brasilia (Aw) | Parámetros climáticos promedio de Brasilia (Aw) | Parámetros climáticos promedio de Brasilia (Aw) | Parámetros climáticos promedio de Brasilia (Aw) | Parámetros climáticos promedio de Brasilia (Aw) | Parámetros climáticos promedio de Brasilia (Aw) |
| Mes                                                            | Ene.                                            | Feb.                                            | Mar.                                            | Abr.                                            | May.                                            | Jun.                                            | Jul.                                            | Ago.                                            | Sep.                                            | Oct.                                            | Nov.                                            | Dic.                                            | Anual                                           |
| -------------------------------------------------------------- | ----------------------------------------------- | ----------------------------------------------- | ----------------------------------------------- | ----------------------------------------------- | ----------------------------------------------- | ----------------------------------------------- | ----------------------------------------------- | ----------------------------------------------- | ----------------------------------------------- | ----------------------------------------------- | ----------------------------------------------- | ----------------------------------------------- | ----------------------------------------------- |
| Temp. máx. media (°C)                                          | 26.9                                            | 26.7                                            | 27.1                                            | 26.6                                            | 25.7                                            | 25.2                                            | 25.1                                            | 27.3                                            | 28.3                                            | 27.5                                            | 26.6                                            | 26.2                                            | 26.6                                            |
| Temp. media (°C)                                               | 21.2                                            | 21.3                                            | 21.5                                            | 20.9                                            | 19.6                                            | 18.5                                            | 18.3                                            | 20.3                                            | 21.7                                            | 21.6                                            | 21.1                                            | 21                                              | 20.6                                            |
| Temp. mín. media (°C)                                          | 17.4                                            | 17.4                                            | 17.5                                            | 16.8                                            | 15                                              | 13.3                                            | 12.9                                            | 14.6                                            | 16                                              | 17.4                                            | 17.5                                            | 17.5                                            | 16.1                                            |
| Lluvias (mm)                                                   | 247.4                                           | 217.5                                           | 180.6                                           | 123.8                                           | 38.6                                            | 8.7                                             | 11.1                                            | 13.9                                            | 55.2                                            | 166.6                                           | 231.1                                           | 246                                             | 1540.6                                          |
| Fuente: Brazilian National Institute of Meteorology. 1961–1990 |                                                 |                                                 |                                                 |                                                 |                                                 |                                                 |                                                 |                                                 |                                                 |                                                 |                                                 |                                                 |                                                 |

### Clima tropical gangético (Awg)

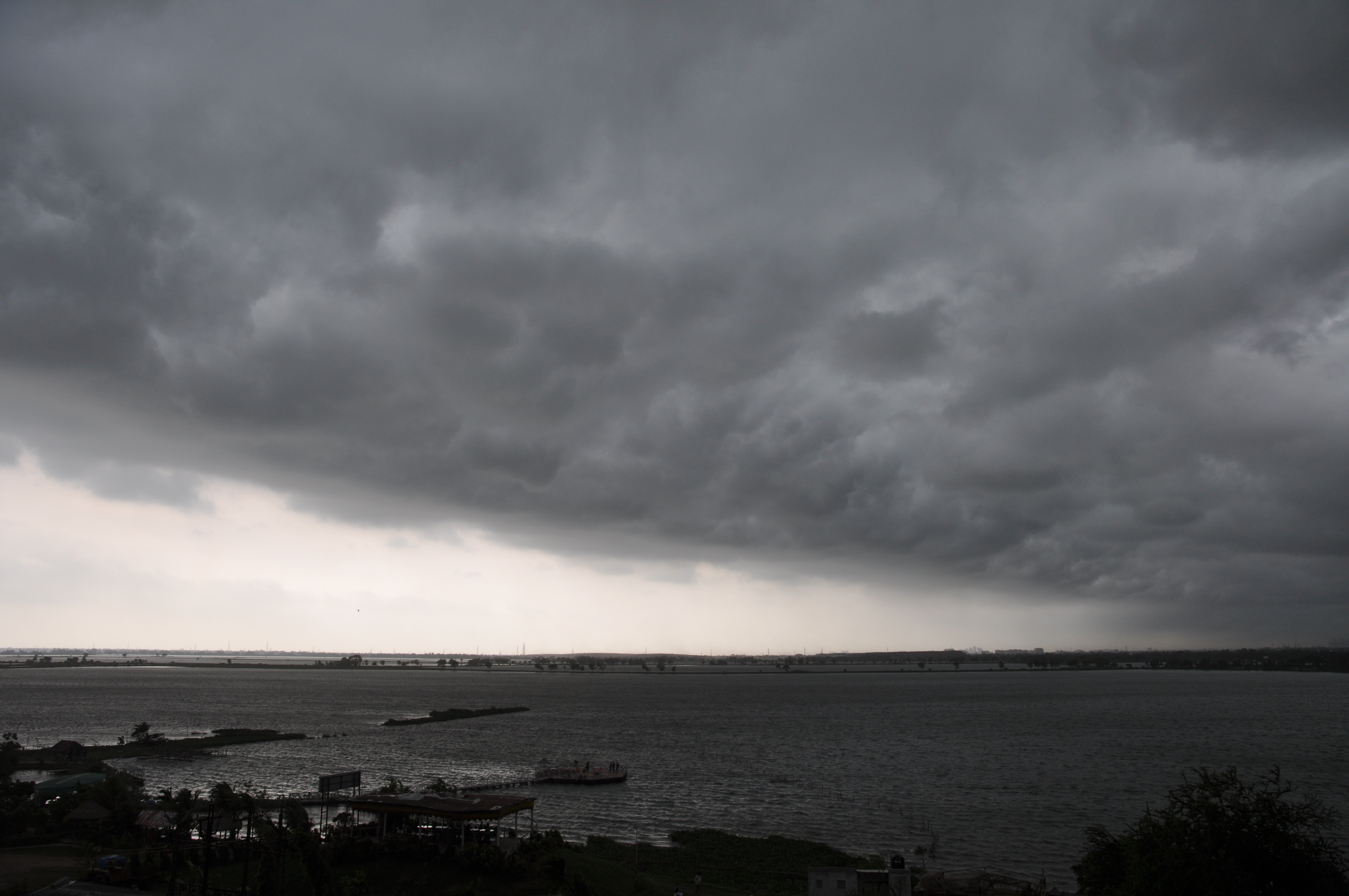
Temporada del monzón en Calcuta (India).

También llamado clima bengalí por corresponder a la región de Bengala, en donde se produce el denominado «estallido del monzón». Es similar al clima de sabana típico, pues presenta invierno seco, la diferencia consiste en que los meses calurosos anteceden a los meses de lluvia monzónica. Por lo general son de mayor latitud y se encuentran en el Sur de Asia (especialmente en India), Indochina, norte de Australia y en diversas áreas de África y América. La letra g de la sigla Awg deriva del río Ganges, ya que este clima es característico del delta del Ganges; pues de acuerdo con Köppen la «g» indica que el mes más cálido aparece antes del solsticio de verano y precede además a la temporada estival de lluvias. La oscilación térmica anual suele estar entre 2 y 11 °C; la temperatura media está entre 21 y 29 °C, y las lluvias anuales tienen gran variación, pudiendo encontrarse entre 800 y 2500 mm, con una estación muy lluviosa cuando está bajo el monzón asiático. La independencia entre la estación calurosa y la lluviosa, llevó al uso de un sistema para el clima de India que consiste en utilizar seis estaciones en lugar de cuatro, a saber: primavera, verano, monzón, otoño, invierno y rocío.
| Parámetros climáticos promedio de Bombay, India (Awg) | Parámetros climáticos promedio de Bombay, India (Awg) | Parámetros climáticos promedio de Bombay, India (Awg) | Parámetros climáticos promedio de Bombay, India (Awg) | Parámetros climáticos promedio de Bombay, India (Awg) | Parámetros climáticos promedio de Bombay, India (Awg) | Parámetros climáticos promedio de Bombay, India (Awg) | Parámetros climáticos promedio de Bombay, India (Awg) | Parámetros climáticos promedio de Bombay, India (Awg) | Parámetros climáticos promedio de Bombay, India (Awg) | Parámetros climáticos promedio de Bombay, India (Awg) | Parámetros climáticos promedio de Bombay, India (Awg) | Parámetros climáticos promedio de Bombay, India (Awg) | Parámetros climáticos promedio de Bombay, India (Awg) |
| Mes                                                   | Ene.                                                  | Feb.                                                  | Mar.                                                  | Abr.                                                  | May.                                                  | Jun.                                                  | Jul.                                                  | Ago.                                                  | Sep.                                                  | Oct.                                                  | Nov.                                                  | Dic.                                                  | Anual                                                 |
| ----------------------------------------------------- | ----------------------------------------------------- | ----------------------------------------------------- | ----------------------------------------------------- | ----------------------------------------------------- | ----------------------------------------------------- | ----------------------------------------------------- | ----------------------------------------------------- | ----------------------------------------------------- | ----------------------------------------------------- | ----------------------------------------------------- | ----------------------------------------------------- | ----------------------------------------------------- | ----------------------------------------------------- |
| Temp. máx. media (°C)                                 | 30.7                                                  | 31.2                                                  | 32.5                                                  | 33.0                                                  | 33.3                                                  | 32.1                                                  | 30.0                                                  | 29.6                                                  | 30.4                                                  | 33.2                                                  | 33.5                                                  | 32.0                                                  | 31.8                                                  |
| Temp. media (°C)                                      | 23.8                                                  | 24.7                                                  | 27.1                                                  | 28.8                                                  | 30.2                                                  | 29.3                                                  | 27.9                                                  | 27.5                                                  | 27.6                                                  | 28.4                                                  | 27.1                                                  | 25.0                                                  | 27.3                                                  |
| Temp. mín. media (°C)                                 | 16.8                                                  | 17.8                                                  | 21.0                                                  | 23.9                                                  | 26.3                                                  | 26.0                                                  | 24.9                                                  | 24.7                                                  | 24.3                                                  | 23.4                                                  | 20.9                                                  | 18.6                                                  | 22.4                                                  |
| Lluvias (mm)                                          | 0.6                                                   | 1.3                                                   | 0.2                                                   | 0.7                                                   | 12.5                                                  | 523.1                                                 | 799.7                                                 | 529.7                                                 | 312.3                                                 | 55.8                                                  | 16.8                                                  | 5.3                                                   | 2258                                                  |
| [cita requerida]                                      |                                                       |                                                       |                                                       |                                                       |                                                       |                                                       |                                                       |                                                       |                                                       |                                                       |                                                       |                                                       |                                                       |

### Climaecuatorial de sabana (As)

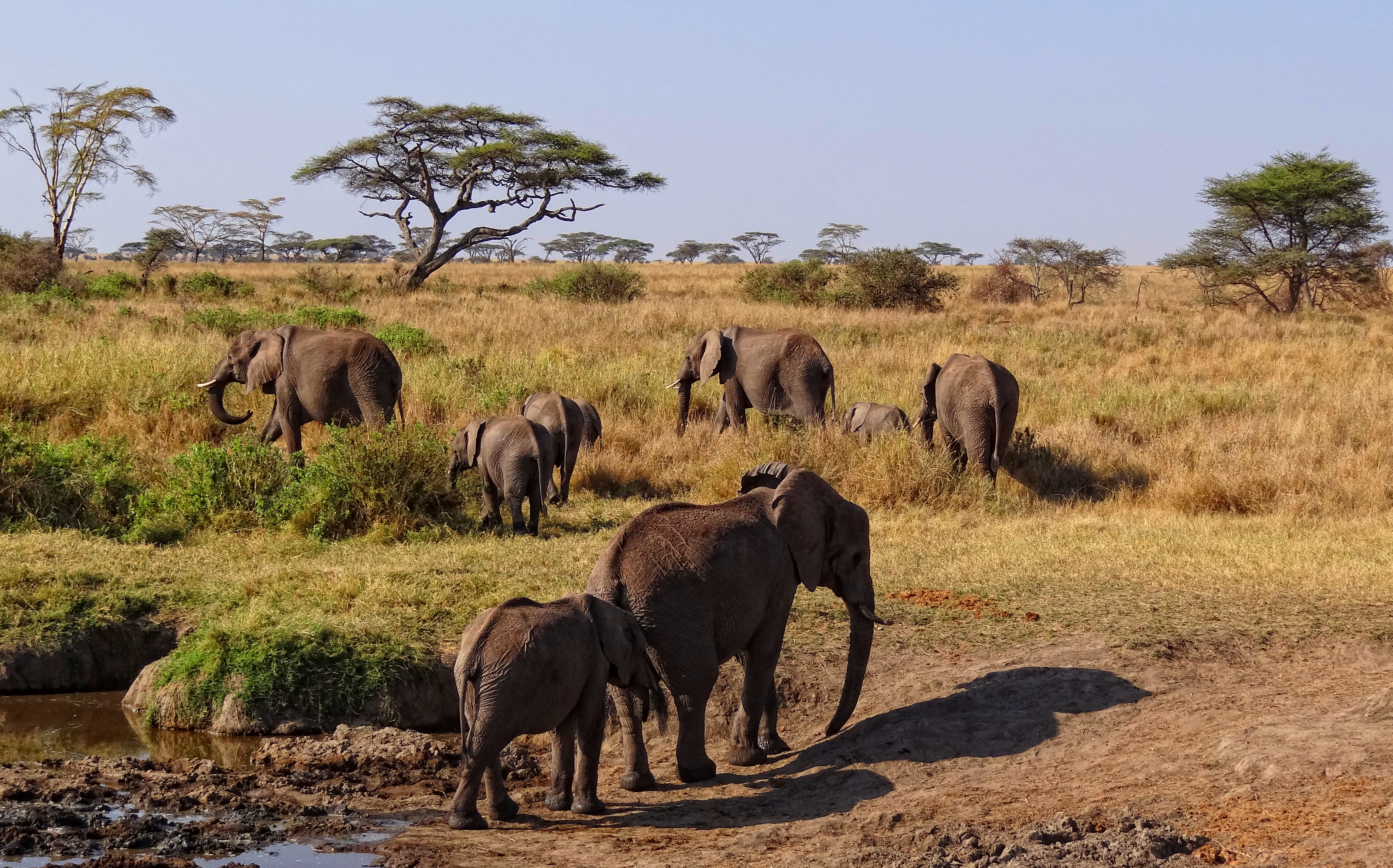
Clima ecuatorial de sabana en el Serengueti (Tanzania).

Es un clima isotérmico casi siempre, de baja latitud, próximo tanto al ecuador terrestre como a otros ecuadores climáticos como el ecuador térmico y el ecuador pluvial. Su situación geográfica da lugar a diversas características climáticas, como, por ejemplo, que el verano astrónomico no coincida con el verano climático, o diciéndolo de otro modo: puede haber un «invierno cálido y verano fresco», tal como sucede, por ejemplo, con la ciudad de Abuya, capital de Nigeria, situada geográficamente en el hemisferio norte, cerca al ecuador, y que presenta su mes más frío en el verano boreal y el mayor calor a fines del invierno boreal; y como la temporada cálida es además seca, puede clasificarse como As.
En otros casos, la ecuatorialidad se manifiesta con la presencia de cuatro estaciones, dos secas y dos lluviosas (clima bimodal), por ejemplo con invierno y verano secos y lluvias equinocciales de otoño y primavera; esto debido al paso de la zona de convergencia intertropical (ZCIT) en dos periodos al año, como sucede por ejemplo con la ciudad de Cali (Colombia), cuyo clima puede clasificarse como Aw o As. Otro ejemplo lo tenemos cuando encontramos que en la primavera astronómica se encuentra la estación más cálida y al mismo tiempo la más seca, como sucede en Fortaleza (Brasil), por lo que razonablemente se le puede clasificar como As.
Los climas ecuatoriales de sabana presentan una oscilación térrmica anual entre 1 y 5 °C; la temperatura media anual es de tipo tropical, de 24 a 28 °C, y las lluvias pueden variar entre 900 y 1900 mm, aproximadamente. Como estos ejemplos muestran, habría que tomar en cuenta que hablar de verano o invierno secos puede resultar especulativo debido a la baja oscilación térmica. En general, los límites entre los climas isotérmicos Aw y As pueden ser tan difusos que actualmente la tendencia es considerarlos a todos como Aw, tal como figura en los mapas climáticos actualizados.
| Parámetros climáticos promedio de Cali, Colombia (As)               | Parámetros climáticos promedio de Cali, Colombia (As) | Parámetros climáticos promedio de Cali, Colombia (As) | Parámetros climáticos promedio de Cali, Colombia (As) | Parámetros climáticos promedio de Cali, Colombia (As) | Parámetros climáticos promedio de Cali, Colombia (As) | Parámetros climáticos promedio de Cali, Colombia (As) | Parámetros climáticos promedio de Cali, Colombia (As) | Parámetros climáticos promedio de Cali, Colombia (As) | Parámetros climáticos promedio de Cali, Colombia (As) | Parámetros climáticos promedio de Cali, Colombia (As) | Parámetros climáticos promedio de Cali, Colombia (As) | Parámetros climáticos promedio de Cali, Colombia (As) | Parámetros climáticos promedio de Cali, Colombia (As) |
| Mes                                                                 | Ene.                                                  | Feb.                                                  | Mar.                                                  | Abr.                                                  | May.                                                  | Jun.                                                  | Jul.                                                  | Ago.                                                  | Sep.                                                  | Oct.                                                  | Nov.                                                  | Dic.                                                  | Anual                                                 |
| ------------------------------------------------------------------- | ----------------------------------------------------- | ----------------------------------------------------- | ----------------------------------------------------- | ----------------------------------------------------- | ----------------------------------------------------- | ----------------------------------------------------- | ----------------------------------------------------- | ----------------------------------------------------- | ----------------------------------------------------- | ----------------------------------------------------- | ----------------------------------------------------- | ----------------------------------------------------- | ----------------------------------------------------- |
| Temp. máx. media (°C)                                               | 32.1                                                  | 31.0                                                  | 30.3                                                  | 29.3                                                  | 29.4                                                  | 29.6                                                  | 32.5                                                  | 33.0                                                  | 30.7                                                  | 29.4                                                  | 29.0                                                  | 29.9                                                  | 30.5                                                  |
| Temp. media (°C)                                                    | 23.9                                                  | 23.8                                                  | 24.1                                                  | 24.0                                                  | 24.1                                                  | 23.7                                                  | 23.8                                                  | 23.9                                                  | 24.1                                                  | 24.1                                                  | 24.0                                                  | 23.8                                                  | 23.9                                                  |
| Temp. mín. media (°C)                                               | 15.8                                                  | 16.7                                                  | 18.0                                                  | 18.8                                                  | 18.9                                                  | 17.8                                                  | 15.2                                                  | 14.8                                                  | 17.5                                                  | 18.9                                                  | 19.1                                                  | 17.8                                                  | 17.4                                                  |
| Precipitación total (mm)                                            | 93.6                                                  | 109.6                                                 | 150.3                                                 | 191.8                                                 | 159.3                                                 | 87.7                                                  | 59.9                                                  | 64.2                                                  | 103.4                                                 | 161.8                                                 | 170.7                                                 | 130.5                                                 | 1482.8                                                |
| Fuente: Instituto de Hidrología Meteorología y Estudios Ambientales |                                                       |                                                       |                                                       |                                                       |                                                       |                                                       |                                                       |                                                       |                                                       |                                                       |                                                       |                                                       |                                                       |

## Vegetación

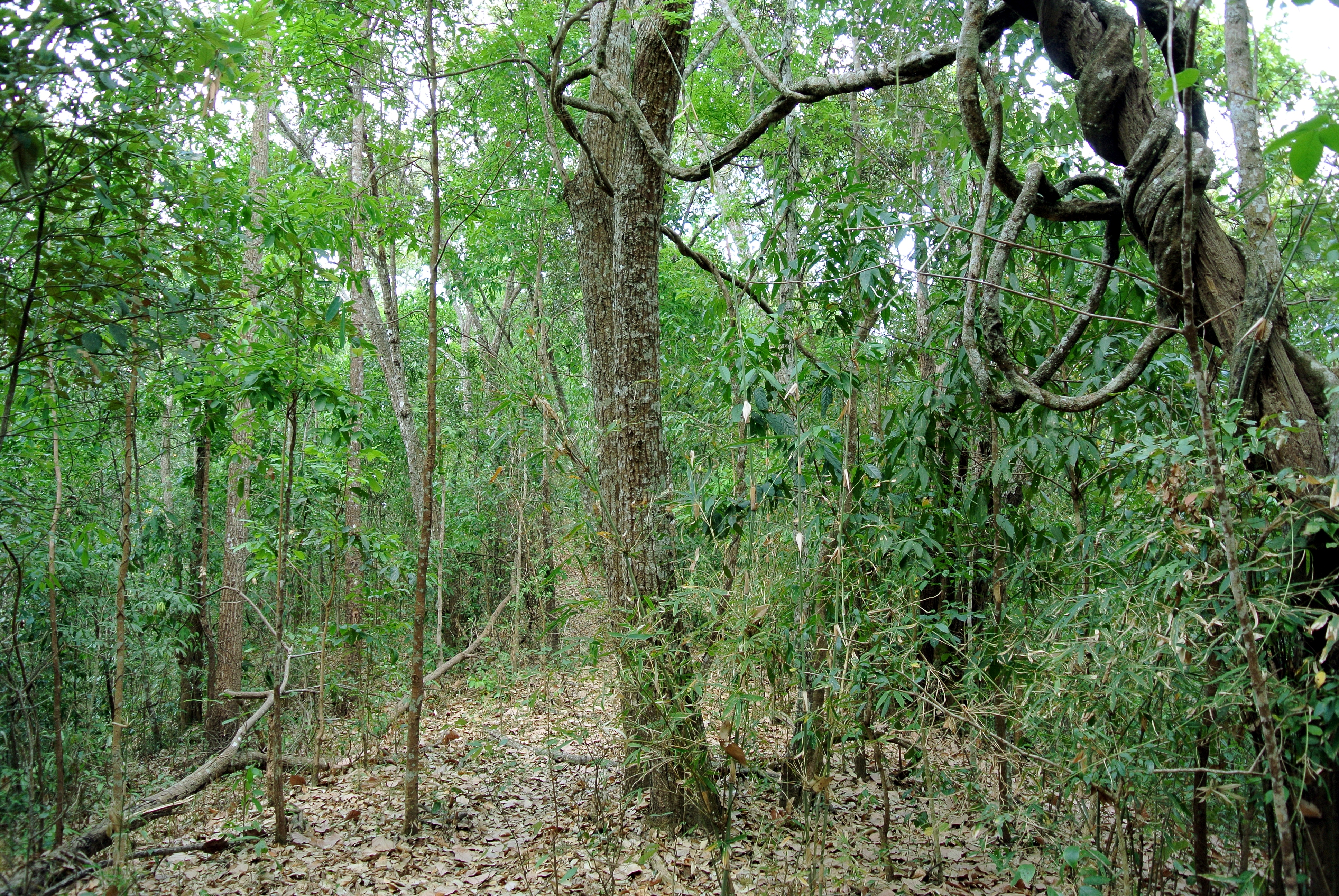
Bosque estacional o monzónico semi-perennifolio subtropical en el norte de Tailandia.

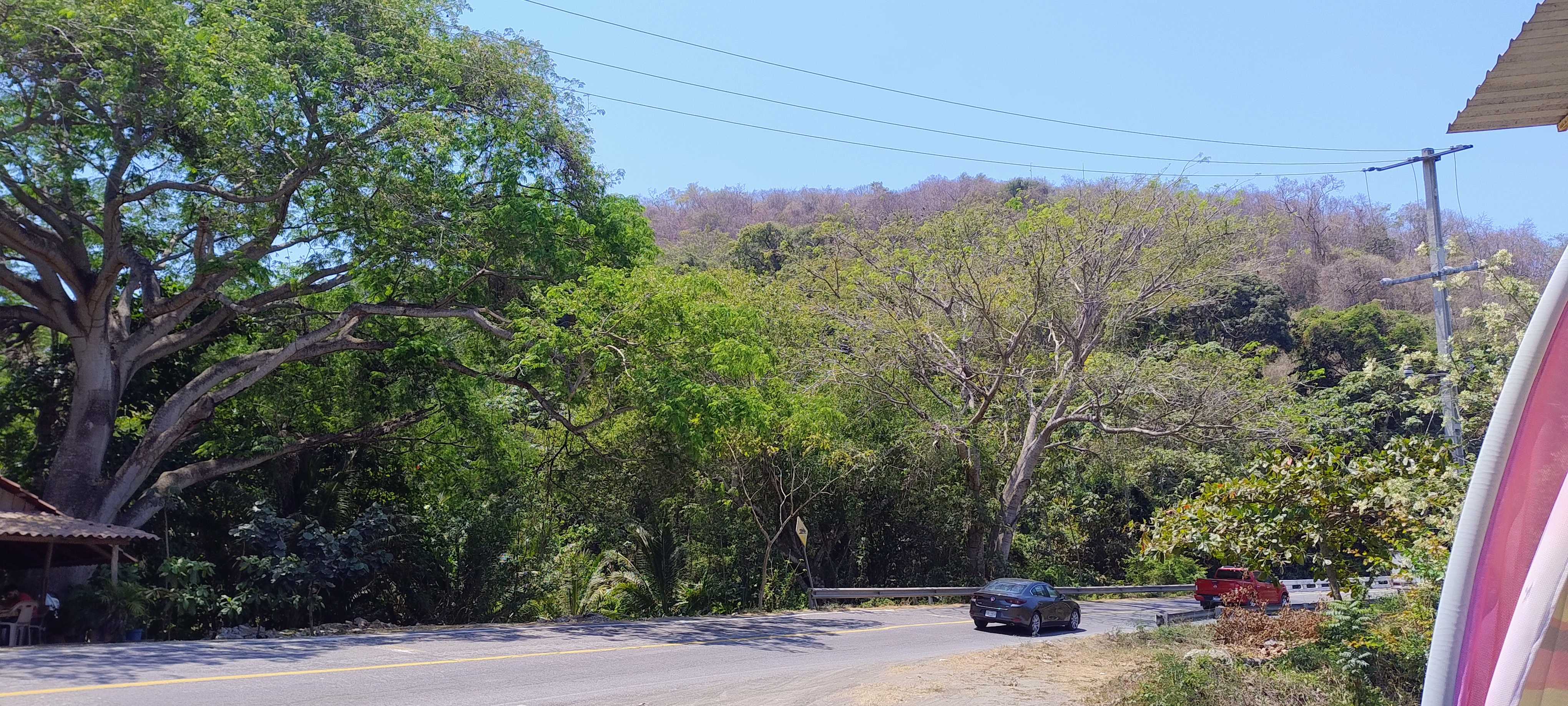
Árboles caducifolios en primavera.Típicos de este clima en la costa Méxicana.

Los climas tropicales de sabana a menudo presentan praderas cubiertas de árboles relativamente espaciados, en lugar de una espesa jungla, (aunque en ciertas regiones, en especial costeras se pueden presentar pequeñas selvas medianas caducifolias, cómo las costas de la península de Yucatán, o el sur y occidente de México). En general lo que se denomina sabana es la presencia de hierba alta y gruesa, lo que ha llevado a los climas Aw y As a llamarse a menudo sabana tropical. Sin embargo, existen dudas sobre si los pastizales tropicales son inducidos por el clima, pues las sabanas puras, sin árboles, son la excepción más que la regla.
Aunque la estación húmeda incluye lluvias fuertes, como los monzones y no es suficiente como para tener bosques enteros en la región. Por esta razón, las áreas afectadas se denominan sabanas, sin embargo, esta sabana es arbolada; por lo que la mayor presencia de árboles puede dar lugar a ecosistemas como el bosque seco tropical y subtropical, bosque monzónico y arbustales.
Una de las características más destacables de este tipo de clima es la alta insolación durante el periodo seco. En ocasiones, la baja humedad de las masas de aire permite que los rayos del sol lleguen sin obstáculos hasta la superficie terrestre, calentando extraordinariamente las rocas. Por el contrario, por la noche esa misma sequedad del aire provoca que no se produzca el efecto invernadero, y la temperatura cae bruscamente, y muchos grados. Este tipo de clima tropical cubre la mayor parte de las zonas de África, India, el norte de Australia y centro de Sudamérica. La estación seca es típicamente más fría que la húmeda, que tiene lugar en verano con temperaturas que pueden llegar hasta los 40 °C.